# (10877) Jiangnan Tianchi
(10877) Jiangnan Tianchi (1996 UR) – planetoida z pasa głównego asteroid okrążająca Słońce w ciągu 4,42 lat w średniej odległości 2,69 j.a. Została odkryta 16 października 1996 roku przez dwóch japońskich astronomów Yoshisada Shimizu i Takeshi Urata.